# Panorama
Panorama é qualquer vista abrangente de um espaço físico, ou seja, é uma ampla vista geral de uma paisagem, território, cidade ou de parte destes elementos, sendo composto por mídias que constituem uma totalidade de imagens, conforme o movimento do olhar do observador, normalmente vistos de um ponto elevado ou relativamente distante.
O panorama foi nada mais, que uma estratégia para remover os limites e a distância psicológica entre o observador e o espaço imagético, baseando-se em um quadro circular que centraliza o espectador, trazendo a sensação de que esteja apresentado em um ponto bem mais elevado. Sendo uma imagem em 360 graus, com poder sugestivo de variedade problemática que usava métodos tradicionais de pintura, com efeitos intencionais e pré-calculados das aplicações dos conhecimentos psicológicos, filosóficos e tecnológicos disponíveis na época.
O estudo do panorama pode ajudar a estabelecer as fundações de uma comparação sistemática, na qual a metamorfose da imagem e da arte, associada a imersão da realidade virtual criada por computador, surja de forma mais nítida.